# Sesleria tenuifolia
Sesleria tenuifolia är en gräsart som beskrevs av Heinrich Adolph Schrader.
Sesleria tenuifolia ingår i släktet älväxingar och familjen gräs. Inga underarter finns listade i Catalogue of Life.